# Batavia (schip, 1628)
De Batavia was een Nederlands spiegelretourschip van de VOC uit de 17e eeuw. Het wrak bevindt zich momenteel in een museum in Fremantle, Australië. De Batavia werd tussen 1627 en 1628 op de Peperwerf in Amsterdam gebouwd. In de jaren 1985-1995 is een reconstructie gebouwd die te bezichtigen is op de Bataviawerf te Lelystad.
Het schip vertrok voor het eerst op 29 oktober 1628, onder bevel van schipper Adriaen Jakobsz met als reisdoel Batavia. Eigenlijk was de leider van de expeditie opperkoopman François Pelsaert. De schipper was verantwoordelijk voor de goede vaart, maar hij moest wel bevelen aanvaarden van de opperkoopman.
Op 14 april 1629 kwam het schip aan op Kaap de Goede Hoop om te foerageren. Na acht dagen vertrok het weer. In de vroege ochtend van 4 juni 1629 sloeg het schip lek op Morning Reef van de Wallabi-groep voor de Australische westkust. Een deel van de opvarenden bleef achter op enkele eilandjes, terwijl een andere groep met een sloep naar Batavia zeilde om hulp te halen. Voordat de redding arriveerde, was onder de achtergeblevenen muiterij uitgebroken waarbij 120 mensen werden vermoord.

## Opvarenden
Belangrijkste personen aan boord waren de opperkoopman François Pelsaert, de schipper Adriaen Jakobsz en de onderkoopman Jeronimus Cornelisz. Opperkoopman Pelsaert en schipper Adriaen Jakobsz hadden elkaar op de vorige thuisreis al ontmoet. Pelsaert had Jakobsz toen terechtgewezen en Jakobsz had daardoor een hekel aan Pelsaert gekregen. Het toeval wilde dat ze op deze reis naar Batavia weer samen moesten werken. Onderkoopman Jeronimus Cornelisz was eigenlijk een failliete apotheker uit Haarlem met ketterse denkbeelden, die daarvoor moest vluchten uit de Republiek. Het schip telde in totaal 341 opvarenden; 303 van hen waren bemanningslid en 38 waren passagier.

## Lading
De lading van de Batavia bestond uit twaalf kisten zilveren muntgeld en goud ter waarde van 260.000 gulden, luxe gebruiksgoederen, zilverwerk voor Mogol-keizer Jahanghir, laken, wijnen, kaas, luxueuze kleding, handelswaar en een kistje met zeer kostbare juwelen. Onder de juwelen bevond zich een grote camee van agaat (21x30 cm) die in het jaar 312 voor de Romeinse keizer Constantijn de Grote was gesneden en te koop was aangeboden door de Antwerpse schilder Rubens. Een andere schat was de "Rubens vaas" met afbeeldingen van Pan, gesneden uit een enkele agaat. Bovendien waren aan boord 130 grote blokken bewerkt zandsteen, die een poort moesten gaan vormen in de nieuwbouw van het Kasteel van Batavia; tijdens de reis fungeerden ze als ballast.

## Verloop van de reis
In oktober 1628 vertrok een kleine vloot, waaronder de Batavia, naar Oost-Indië. De vloot, die onder commando stond van Francisco Pelsaert, bestond naast de Batavia uit de schepen Assendelft, Buren, Kleine David, Dordrecht, Galiasse, 's- Gravenhage en Zaandam. Tijdens de reis naar Batavia ontstond door weerzin tegen Pelsaert bij schipper Jakobsz het idee de Batavia te kapen. Destijds vervoerden de VOC-schepen op de heenreis veel goud en zilver om in de Oost handel te kunnen drijven. Waarschijnlijk hadden de kapers daaraan voldoende gehad om een goed leven in een onbekende haven te leiden. Ook de aanwezigheid aan boord van een aantal vrouwen, op wie Jacobsz en anderen een oogje hadden, kan een rol hebben gespeeld. Adriaen Jakobsz en Jeronimus Cornelisz verzamelden daarom een groep gelijkgestemden om zich heen en hadden al een incident gearrangeerd waaruit de muiterij moest ontstaan. Dit deden ze door een hooggeplaatste passagier, Lucretia Jans, aan te randen in de hoop dat Pelsaert disciplinaire maatregelen zou nemen tegen de hele bemanning. Door deze maatregelen als buitenproportioneel te afficheren hoopten Jakobsz en Cornelisz meerdere medestanders voor de muiterij te krijgen. Het plan mislukte echter doordat Jans haar aanranders kon identificeren. De muiters moesten toen wachten tot Pelsaert de schuldigen zou arresteren, wat echter niet gebeurde aangezien hij ziek te kooi lag.

## Schipbreuk
De schepen van de VOC voeren destijds van Kaap de Goede Hoop niet op een noordoostelijke koers rechtstreeks naar Straat Soenda (tussen Java en Sumatra), maar op een oostelijke koers in de richting van Australië. Deze route was sneller doordat gebruikgemaakt kon worden van de gordel van westenwinden tussen 30° en 65° zuiderbreedte, en ook beter voor de opvarenden en de lading omdat de evenaar op de route naar Batavia (Nederlands-Indië) maar éénmaal in plaats van driemaal gepasseerd werd. Om te voorkomen dat men, deze koers volgende, op de Australische kust zou stranden was het wel zaak om op het juiste moment in noordelijke richting af te buigen. Hiervoor was een nauwkeurige bepaling van de geografische lengte nodig, maar dat was in die tijd een probleem omdat er nog geen betrouwbare uurwerken bestonden. Ook de uitvinding van het slingeruurwerk in het midden van de 17e eeuw bracht geen verbetering, want dit instrument was aan boord van schepen vanwege de deining onbruikbaar. Men probeerde bij gebrek aan beter de lengte zo goed mogelijk te bepalen aan de hand van de gevaren koers en de provisorisch gemeten snelheid van het schip. Meestal ging dit goed, maar in de loop der jaren heeft toch een aantal VOC-schepen onder de Australische kust schipbreuk geleden. Behalve de Batavia bijvoorbeeld de Vergulde Draak (1656), de Zuytdorp (1712) en de Zeewijk (1727).

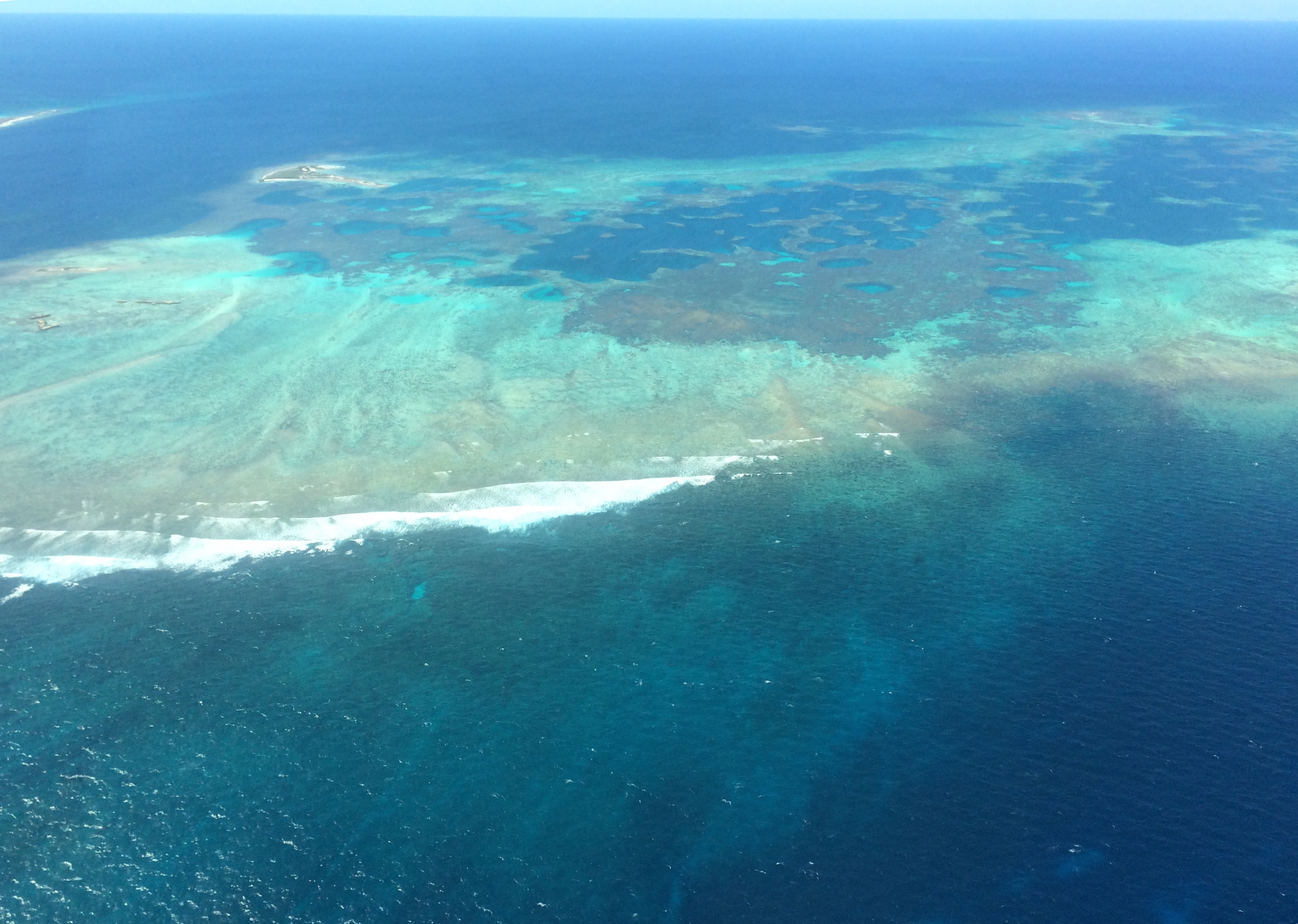
Morning Reef, Abrolhos Islands. De kleine lichtblauwe plek markeert de plek waar de Batavia aan de grond liep. Op de achtergrond Beacon Island

In de vroege ochtend van 4 juni 1629, zeilde de Batavia op volle snelheid toen de verkenner de indruk had dat het schip in ondiep water kwam. Toen hij de schipper, Adriaen Jacobsz, waarschuwde besliste die om uiteindelijk niet de koers te wijzigen, omdat hij dacht dat het om een weerspiegeling van het maanlicht ging. Kort daarop strandde de Batavia op volle snelheid op Morning Reef in de Wallibigroep. Van de 322 opvarenden werden de meeste met de sloep naar het nabijgelegen Beacon Island verplaatst, hoewel 40 personen verdronken. Pogingen om het schip vlot te krijgen door een gedeelte van de lading te lossen faalden en in de opvolgende dagen werd het schip volledig uit elkaar geslagen door de golven.
Afgezien van problemen met de navigatie zou ook de op handen zijnde muiterij een rol kunnen hebben gespeeld bij de schipbreuk van de Batavia. Het is mogelijk dat Adriaen Jakobsz, een van de hoofdrolspelers in het complot, een route had gekozen waarvan hij kon verwachten dat de andere schepen van de vloot de Batavia niet weer in het oog zouden krijgen. Dit zou een verhoogd risico tot gevolg gehad kunnen hebben. De opperkoopman en gezagvoerder Pelsaert lag toen ziek te kooi, zodat de koersafwijking hem, naar men hoopte, zou ontgaan.

## Schrikbewind van de muiters

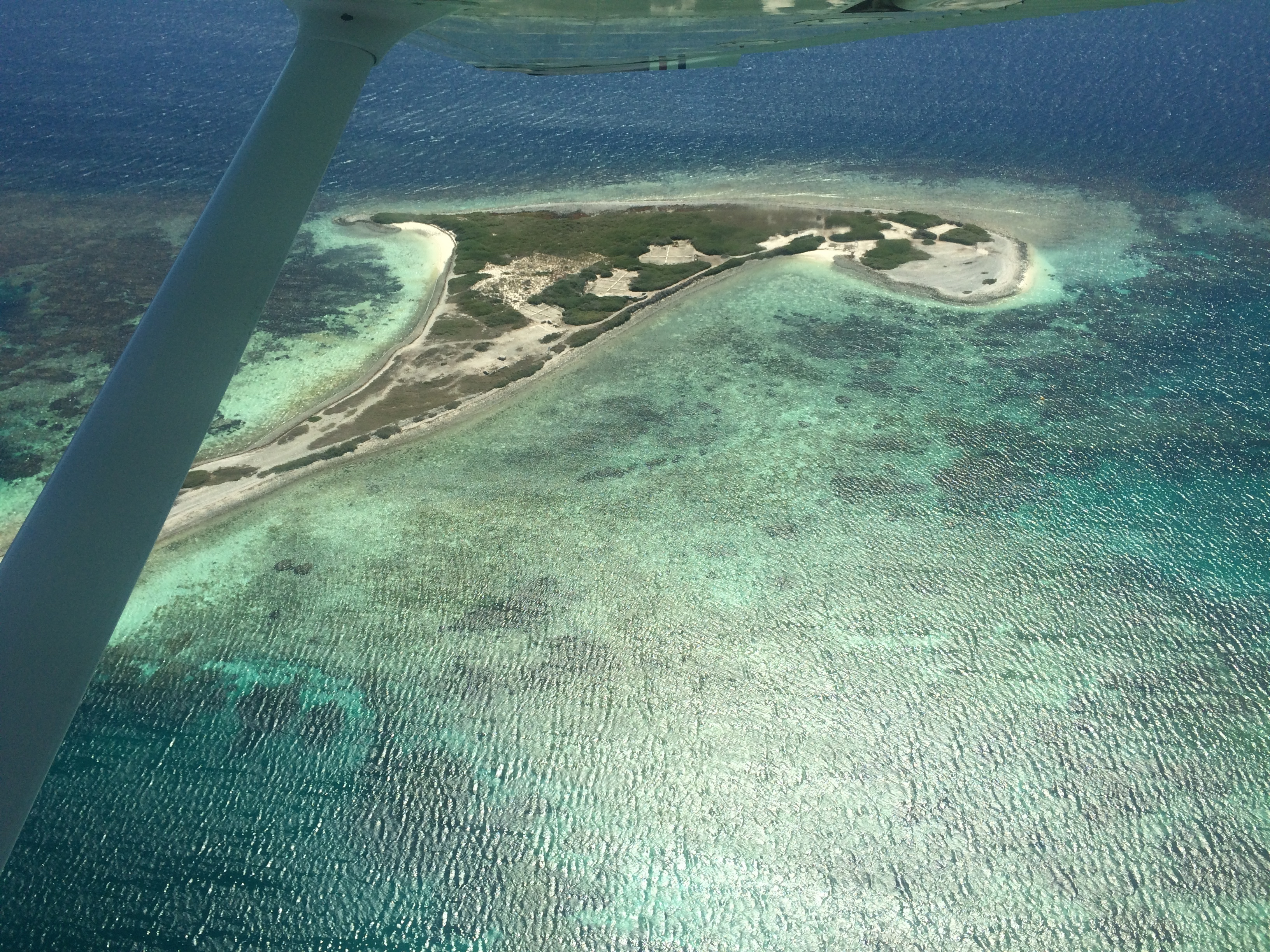
Beacon Island.

Na zo veel mogelijk mensen veiliggesteld te hebben op Beacon Island, zeilden opperkoopman Pelsaert en schipper Jakobsz met een sloep naar het vasteland van Australië op zoek naar water en voedsel. Toen ze dat daar niet aantroffen besloten ze naar Batavia te varen om hulp te halen. Met ongeveer 40 personen aan boord deed de sloep van slechts 9 meter er 33 dagen over om Batavia te bereiken. Wonderwel overleefden alle opvarenden deze reis. Jeronimus Cornelisz, die achterbleef, was zich ervan bewust dat Pelsaert in Batavia de vermeende kaping zou rapporteren en dat hij door zijn medemuiter, Adriaen Jakobsz, in een kwaad daglicht zou worden gesteld en misschien wel de volledige schuld in de schoenen zou krijgen geschoven. Hij zette dus het plan van de muiterij door: hij wilde proberen het hulpschip, dat wellicht zou terugkomen uit Batavia, te kapen, om daarmee alsnog een veilig heenkomen te zoeken. Daarvoor was het echter nodig om een overwicht op de eilanden te verkrijgen. Hij deed dit enerzijds door een groep soldaten naar de nabijgelegen Wallibi eilanden te sturen, onder het valse voorwendsel daar water en voedsel te zoeken en daarna moordpartijen onder verwachte tegenstanders te organiseren. Zijn kapersgroepje voerde een waar schrikbewind onder de reizigers: circa 120 mensen werden door hen vermoord.

## Afrekening
De laatste slag die Jeronimus Cornelisz moest leveren, het uitschakelen van de soldaten die hij naar een ander eiland had verplaatst, werd echter onderbroken door de komst, in september 1629, van het reddingsschip Saerdam. De leider van de soldaten, Wiebbe Hayes, kon Pelsaert, die het schip aanvoerde, tijdig waarschuwen voor de ophanden zijnde kaping. Pelsaert en zijn mannen waren daardoor snel in staat de opstand de kop in te drukken. Vrijwel alle deelnemers aan de muiterij kregen ter plaatse, of later in Batavia, de doodstraf. Alleen Adriaen Jakobsz (die in Batavia gevangen zat) weigerde ook na martelingen te bekennen en het bewijs tegen hem kon niet sluitend gemaakt worden. Het is onbekend wat zijn lot uiteindelijk was. Hoewel Pelsaert geen rol speelde in de muiterij werd hem door de VOC wel aangerekend dat hij te weinig gezag had getoond. Wiebbe Hayes werd voor zijn verdediging beloond en bevorderd. Opmerkelijk is verder dat Jeronimus Cornelisz, de leider van het schrikbewind op de eilanden, zelf geen moorden had gepleegd. Zijn intelligentie, overtuigende praat en lage moraal waren voldoende om anderen daartoe te brengen.

## Redding van de lading

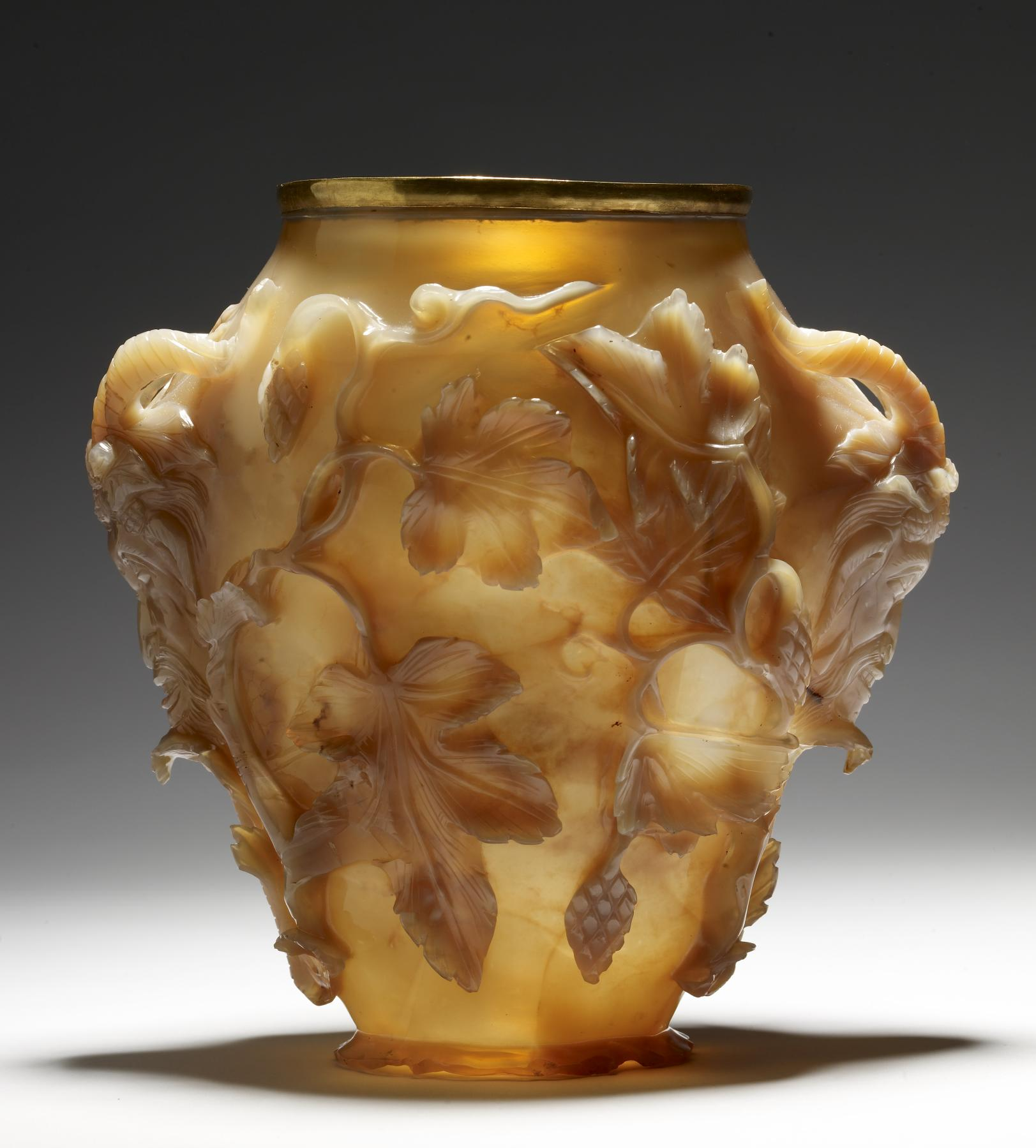
De Rubensvaas

Het grootste deel van de kostbare lading van de Batavia kon ondanks de muiterij worden gered. Pelsaert was met de Saerdam teruggekomen, speciaal om deze in veiligheid te kunnen brengen. Hij had duikers bij zich om de lading uit het wrak op te diepen. Elf van de twaalf kisten met muntgeld en goud waren nog onaangebroken en konden worden geborgen. De twaalfde kist was door de muiters geopend, en de inhoud ervan te zeer verspreid om nog te kunnen redden. Vrijwel alle juwelen waren door de muiters naar de eilanden meegenomen, maar werden daar compleet aangetroffen en in veiligheid gesteld. Zo ook de kostbare Camee van Constantijn, die tegenwoordig te bewonderen is in het Rijksmuseum van Oudheden te Leiden. De beroemde Rubensvaas bevindt zich nu in het Walters Art Museum in Baltimore (VS).

## Nasleep
Van de 341 opvarenden van de Batavia kwamen er uiteindelijk slechts 68 in Batavia aan.
In 1647 werd het relaas onder de titel Ongeluckige Voyagie, van't Schip Batavia, Nae de Oost-Indien uitgegeven. Dit boek werd waarschijnlijk samengesteld op basis van François Pelsaerts journaal.

## Wrak

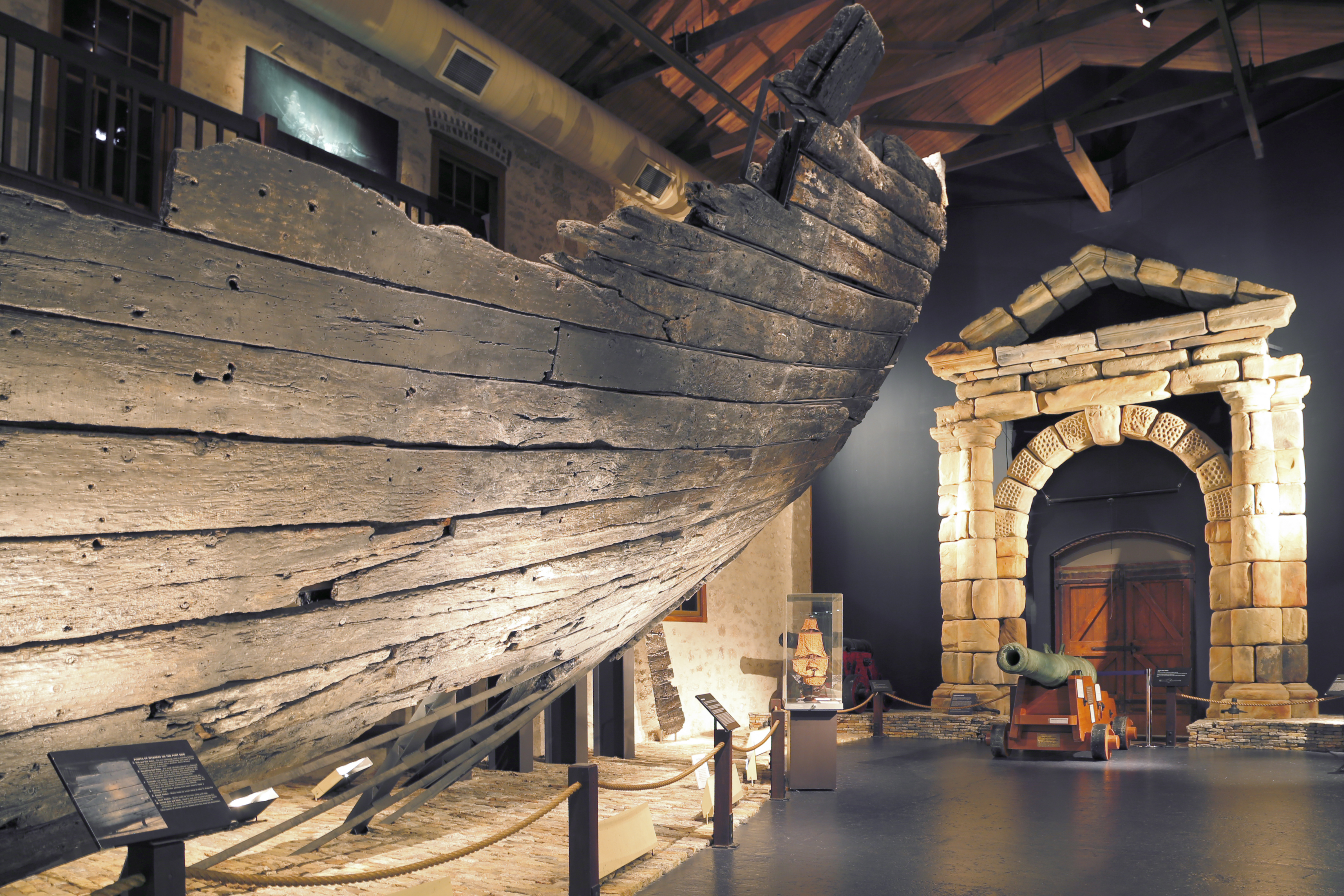
Deel van het achterschip van de Batavia en replica van de toegangspoort in de Shipwreck Galleries in Fremantle.

Nadat het wrak in 1963 was teruggevonden, zijn munten, kanonnen, en talloze andere artefacten boven water gehaald en geconserveerd. Al deze onderdelen zijn tentoongesteld in het Western Australian Museum in Geraldton en het Western Australian Museum – Shipwreck Galleries in Fremantle; beide musea delen de collectie. Een gedeelte van de achterzijde van de romp staat in Fremantle tentoongesteld. In Geraldton is de toegangspoort te zien die als ballast aan boord was en moest fungeren als poort in Batavia. Van deze poort staat een replica in Fremantle. Tot op heden vindt er archeologisch onderzoek plaats op Beacon Island, waar nadat de woningen van vissers waren afgebroken, nog steeds menselijke resten worden gevonden.